# YM-OPx
Dit artikel behandelt Yamaha geluidschips uit de OPL- en OPN-reeksen.

## OPL-reeks

### OPL

#### YM3526
De YM3526, ook bekend als OPL (dat staat voor "FM Operator Type L") is een geluidschip en was gericht op het lagere marktsegment. Het gebruikt frequentiemodulatiesynthese (FM-synthese) om geluid te produceren. Het heeft 9 kanalen met elk 2 operatoren. De YM3626 werd opgevolgd door de YM3812 (OPL2). De YM3526 (OPL) werd gebruikt onder andere toegepast in een uitbreiding voor de Commodore 64: de Sound Expander. Deze werd echter nooit populair.
Ook werd de YM3526 toegepast in diverse speelhalspellen waaronder Taito's Bubble Bobble.

#### Y8950
Een zeer verwante geluidschip aan de YM3526 is de Y8950, beter bekend als MSX-AUDIO verkrijgbaar in een 64-pinsbehuizing. Dit was een uitbreidingsoptie voor de MSX en is identiek aan de YM3526 met als toegevoegde mogelijkheid om ADPCM-samples af te spelen. De hieraan nagenoeg gelijkwaardige YM2413 was niettemin meer populair.
De chip was relatief duur en is nooit standaard opgenomen in een MSX2-computer. De chip werd enkel als uitbreidingsoptie aangeboden, onder andere door:
- Panasonic: MSX-AUDIO¹
- Philips: Music Module (met MIDI UART)²
- Toshiba: MSX FM-synthesizer Unit¹

¹de software van zowel Panasonic als Toshiba was ontoereikend met beperkte ondersteuning van de chipfuncties.
²enkel de Philips Music Module ondersteunde alle mogelijke chipfunties (inclusief bemonstering) en was nagenoeg gelijkwaardig aan Yamaha's FM Sound Synthesizer Units-chipreeks, die echter veel duurder waren.

### OPL2

#### YM3812

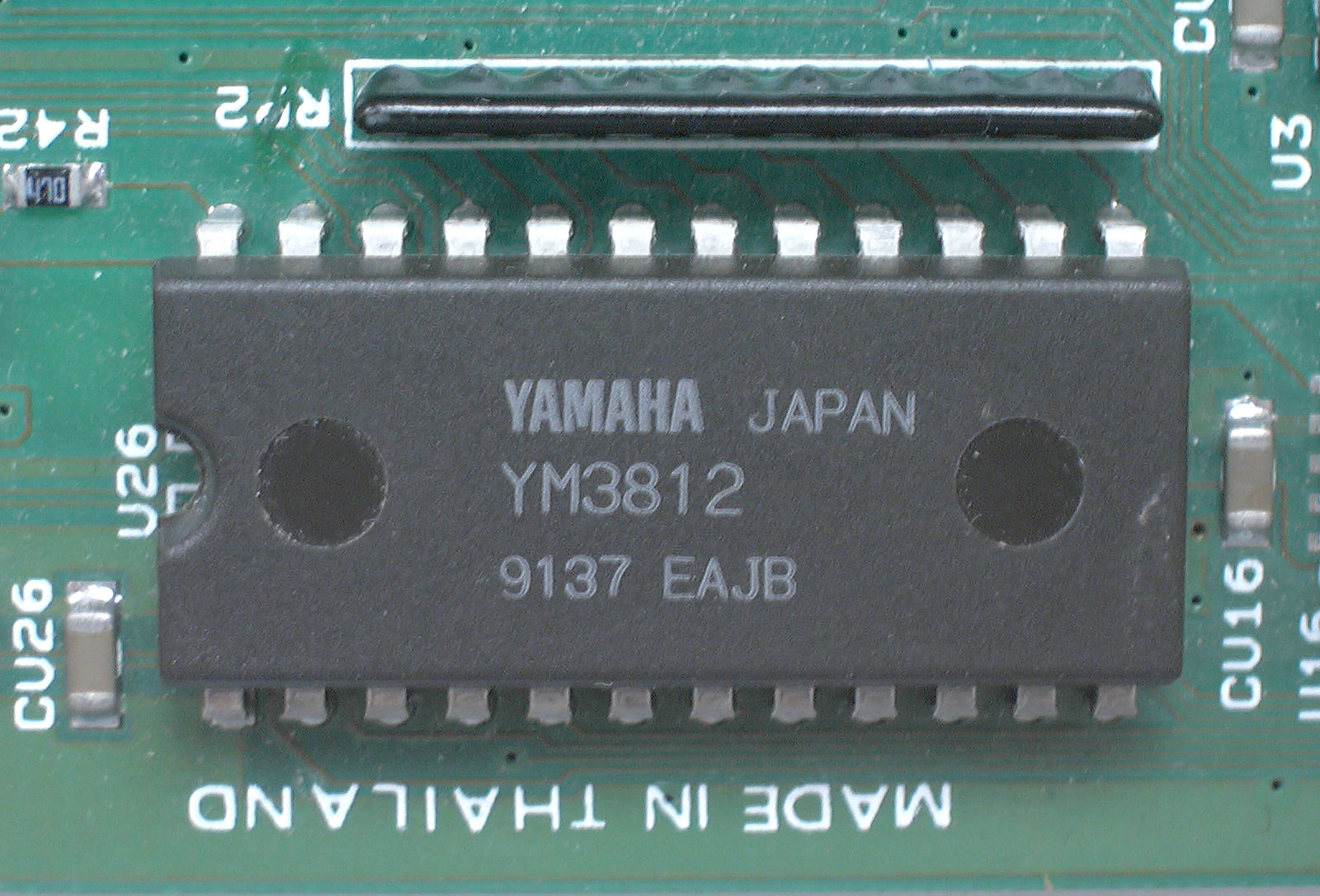
Yamaha YM3812

De Yamaha YM3812, ook bekend als OPL2 is een geluidschip (of geïntegreerde schakeling) en beroemd om zijn brede toepassing in PC-geluidskaarten als AdLib en Sound Blaster. De YM3812 is achterwaartscompatibel met de YM3526 waaraan slechts 3 nieuwe golfvormen aan toegevoegd zijn. De hieraan verwante YM2413 is een vereenvoudigde variant. De chip beshikt over 244 verschillende alleen-schrijven-registers. Het kan 9 kanalen van geluid produceren, elk bestaand uit twee oscillatoren. Elke oscillator kan sinusgolven produceren die in drie andere golfvormen kunnen worden gewijzigd.
Het negatieve deel van de sinus kan worden gedempt of worden omgekeerd, pseudo-zaagtandgolven (1/4-sinusgolven, enkel omhoog met stilte secties er tussen) kunnen ook worden geproduceerd).
Deze enigszins vreemde manier om golfvormen te produceren geeft de YM3812 een kenmerkend geluid. Elke golfgenerator heeft zijn eigen ADSR-envelopegenerator. De hoofdmethode van synthese is frequentiemodulatiesynthese, waar een van de kanaaloscillatoren de andere moduleert.

#### YM2413

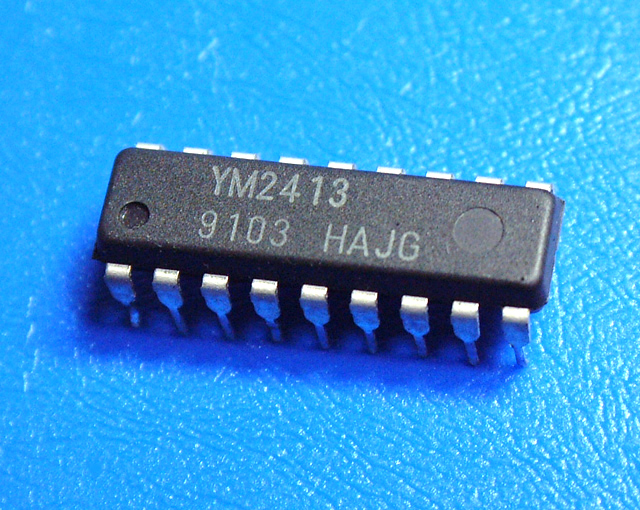
Yamaha YM2413

De YM2413, ook bekend als OPLL, is een goedkopere uitvoering van de YM3812. Om de chip goedkoper te kunnen produceren zijn veel van de interne registers verwijderd. Het resultaat van dit alles is dat de YM2413 slechts één, door de gebruiker gedefinieerd, instrument tegelijkertijd kan afspelen. De andere 15 instrumentsinstellingen zijn hard-coded en kunnen niet door de gebruiker worden veranderd. Verdere kostenbeparende wijzigingen waren: het aantal golfpatronen werd verminderd tot twee en om de kanalen te mengen wordt deze niet verdubbeld. In plaats daarvan de speelt een DAC op de chip elk kanaal na elkaar af en de uitvoer wordt gewoonlijk door een analoge filter geleid.
De YM2413 werd gebruikt als geluidsuitbreiding voor de MSX en SG-1000 Mark III computer. Deze chip stond bekend als MSX-MUSIC op MSX-computers. Ook het NES-spel Lagrange Point bevatte een door Konami ontworpen VCRII-mappercircuit, met een FM-geluidskern die vergelijkbaar (maar niet identiek) was aan de YM2413.

### OPL3

#### YMF262

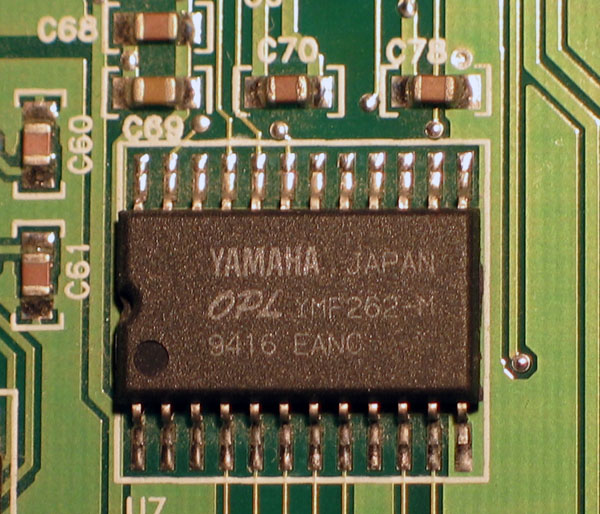
Yamaha YMF262

De Yamaha YMF262, ook bekend als OPL3 is een doorontwikkelde, verbeterde versie van de YM3812 (OPL2). Het beschikt over de volgende additionele eigenschappen:
- 18 in plaats van 9 geluidkanalen
- eenvoudige stereo-installatie (hard links, centrum of hard rechts)
- 4 nieuwe golfpatronen (afwisselend sinus, "kameel"-sinus, vierkante en logaritmische zaag)
- 4 oscillatormodi (combineert 2 kanalen samen, voor maximaal 6 kanalen)
- kortere tijdsbesteding aan "bezig-wachten" op een reactie van de geluidschip
- verbeterde latentie en systeemprestaties (OPL2 vereiste vrij lange vertragingen)

Deze chip wordt gebruikt onder andere door de Soundblaster 16, Sound Blaster Pro 2.0.

### OPL4

#### YMF278B
De YMF278B, ook bekend als OPL4, is een geavanceerde 80-pinssynthesizerchip met FM-synthese en Wave Table-synthese en is compatibel met General Midi System Level 1.
Eigenschappen:
- FM-synthese, identiek aan YMF262 (OPL3)
  - 2 operatorenmodus (per kanaal)
    - 18 stemmen, of
    - 15 stemmen met 5 ritmegeluiden

  - 4 operatorenmodus (per kanaal)
    - 6 stemmen in 4 operatorenmodus, 6-stemmen in 2 operatorenmodus, of
    - 6 stemmen in 4 operatorenmodus, 3 stemmen in 2 operatorenmodus en 5 ritmegeluiden

  - 8 golfpatronen
- Wave Table-synthese
  - 24-stemmen simultaan
  - 44.1 kHz bemonsteringsfrequentie (8-bit, 12-bit en 16-bit)
  - maximaal 32 Mbit extern geheugen
  - maximaal 512 wave tables
  - externe ROM- of SRAM-connectie
- 6 geluidsuitvoerkanalen
- stereo-uitvoer

Deze chip wordt onder andere gebruikt op door de Moonsound geluidsuitbreiding voor de MSX.

## OPM-reeks

### OPM

#### YM2151

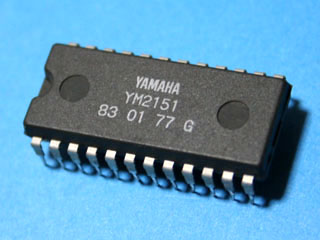
Yamaha YM2151

De YM2151, ook bekend als OPM (FM-Operator Type M) is een 24-pinsgeluidschip en beschikt over een 8-bitsbus.
Eigenschappen:
- 8 noten simultaan
- genereren van white noise
- deharmonisering tussen octaven
- intervalinstellingen tot 1.6 cents
- timbre kan tijdelijk worden gewijzigd
- vibrato en amplitudemodulatie
- genereren van geluidseffecten
- hard links, hard rechts, midden
- stereo-uitvoer

YM2164
De YM2164 a.k.a.OPP (FM Operator Type P), is een FM-synthesegeluidschip ontwikkeld door Yamaha, een verbeterde versie van de YM2151. De OPP werd gebruikt in verschillende MIDI-gebaseerde synthesizers door Yamaha - DX21, DX27, DX100, SFG-05, FB-01 (= een standalone SFG-05) - plus verschillende gelicentieerde producten: de IBM Music Feature Card (effectief een FB-01 op een ISA-kaart) en Korg's DS-8 en Korg 707.
De OPP heeft de volgende kenmerken:
- 8 gelijktijdige FM-kanalen (stemmen) die allemaal op verschillende timbres kunnen worden ingesteld
- 4 operatoren per kanaal, die allemaal sinusgolven genereren met configureerbare frequenties en vermogens
- 8 opties voor het routeren van die 4 operatoren om FM-synthese (eigenlijk fasemodulatie)of eenvoudige additieve synthese uit te voeren
- 1 laagfrequente oscillator met 1 van de 4 golfvormen, in kaart te brengen voor pitch per kanaal en/of amplitude per operator
- 1 Global Pitch Envelope Generator (alleen ingeschakeld voor DX21-model)

In vergelijking met de OPM heeft de OPP dezelfde pinout en functionele functies, maar enkele kleine wijzigingen in de controleregisters. Verschillen zijn het testregisteradres (9), de timer B-resolutie (periode verdubbeld: 2048 klokcycli op OPP versus 1024 op OPM) en 8 ongedocumenteerde registers (0-7).  Vanwege de manier waarop de FB-01- en IBM MFC-hardware deze registers gebruiken, werkt het niet correct om een OPM in deze hosts te wisselen.
Hoewel de OPP beschikbaar was voor gebruik door IBM en Korg, waren de chips niet beschikbaar voor aankoop buiten Yamaha, vergeleken met de bijna identieke en algemeen beschikbare OPM, die zijn weg vond naar talloze arcadegame-PCB's

## OPN-reeks

### OPN

#### YM2203

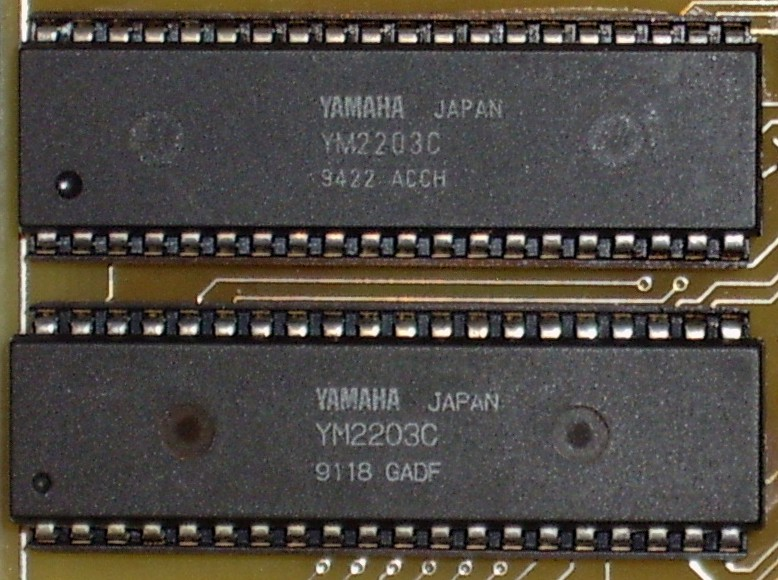
Yamaha YM2203

De YM2203, ook bekend als OPN (FM-Operator Type N) is een synthesizerchip in een 40-pinsbehuizing en beschikt over een ingebouwd register voor het opslaan van geluidsinformatie.
Eigenschappen:
- 3 stemmige simultane weergave (waarvan één kan worden gebruikt voor de weergave van geluidseffecten)
- 2 programmeerbare timers
- 2 I/O-poorten (8-bit)
- 3 square wave-geluiden en één white noise kunnen worden geproduceerd
- TTL-compatibel
- compatibel met software voor de Yamaha YM2149 en General Instrument AY-3-8910/12

### OPN2

#### YM2612

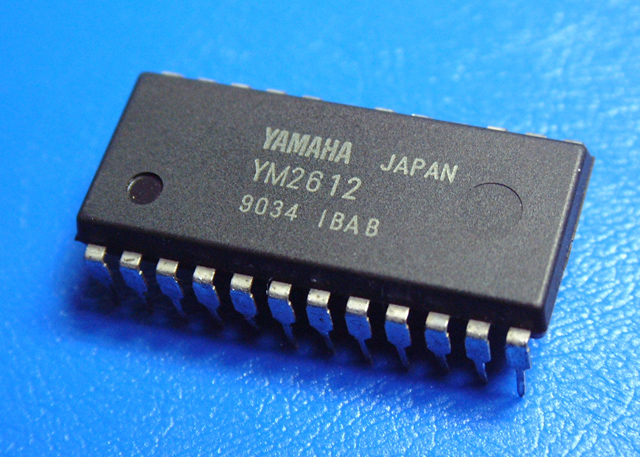
Yamaha YM2612

De YM2612, ook bekend als OPN2, is een 6-kanaals synthesizergeluidschip (of geïntegreerde schakeling). Het behoort tot een familie van synthesizergeluidschips die door Yamaha worden geproduceerd die gebruikmaken van 'FM', of frequentiemodulatiesynthese om geluiden te produceren en is enigszins gelijk aan de YM3812 (OPL2) en YMF262 (OPL3) die in de populaire Adlib en Creative Labs "Sound Blaster-geluidskaarten voor de PC zijn verwerkt. Het werd verder gebruikt in Sega's spelcomputer de Mega Drive.
De YM2612 beschikt over de volgende eigenschappen:
- zes gezamenlijke FM-kanalen FM (stemmen)
- vier operatoren per kanaal
- twee intervaltimers
- een lage frequentieoscillator (LFO)
- analoge stereo-uitvoer (de meeste andere eigentijdse Yamaha-chips eisen een afzonderlijk externe Digitaal-Analoog-converterchip)
- voor kanaal drie zes, de operating frequenties kunnen onafhankelijk worden ingesteld en maken tegenstrijdige dissonante boventonen mogelijk. (Normaliter zouden ze een eenvoudige relatie hebben, bijvoorbeeld 1.5x of 2x in verhouding met een gemeenschappelijke basisfrequentie.)
- kanaal zes kan ook worden gebruikt om bemonsterede geluiden (PCM) af te spelen in plaats van op FM-gebaseerde geluiden

Elk kanaal kan worden toegewezen of aan links, rechts of beide (centrum) van de stereo-uitvoer.
Het speciale, zesde kanaal kan handelen als een Digitaal-Analoog-converteerder (DAC) door middel van het 'DAC-enable'-register. Dit stelt de chip in staat om 8-bit PCM-samplegeluiden af te spelen. Het inschakelen van DAC maakt FM voor dat kanaal onbruikbaar. Gegevens worden via het 8-bit register in het DAC geschreven. De YM2612 voorziet niet in timingsvormen of het bufferen van PCM-samples, dus alle frequentiesturing en buffering moeten via software, op de hoofdprocessor, worden gedaan. De door de YM2612 gebruikte synthesizer patches in Mega Drive-spellen zijn compatibel met enkele instrumenten uit de Yamaha DX/TX-synthesizer-reeks, waaronder de Yamaha DX100.